# فرعون
فرعون (مصرية قديمة: بر عا، قبطية: ⲡⲣ̄ⲣⲟ) هو لقب ضمن ألقاب ملوك مصر القديمة وأكثرهم شهرة. كذلك كان يمنحه الكهنة المصريون لحكام مصر الأجانب من الفرس والبطالمة والرومان وكان آخر من يتقلد هذا اللقب هو الإمبراطور الروماني ماكسيمينوس دايا.
يذكر الأثري سليم حسن أنه كان هناك عدداً من ألقاب الوظائف المقترنة بفرعون مثل لقب مرضعة فرعون ولقب المشرف على مخازن غلال فرعون.
يرفض البعض اللفظ كلقب لملوك مصر القديمة لاعتبارات قومية ودينية بالنظر إلى قصة فرعون الخروج في التوراة وفرعون موسى في القرآن، معتقدين أن فرعون هو اسم لحاكم من حكام الهكسوس وليس لقب. رغم وجود الدلائل والشواهد الأثرية التي تثبت استخدام اللفظ كلقب، كما لم يحمل أي حاكم من حكام الهكسوس المعروفين اسم فرعون.
كان الدين عنصرًا أساسيًا في الحياة اليومية في المجتمع المصري القديم، كان الفرعون بمنزلة الوسيط بين الآلهة والشعب. وهكذا أصبح الفرعون المسؤول المدني والديني. كان الفرعون يمتلك كل الأراضي في مصر، ويسن القوانين، ويجمع الضرائب، ويشغل منصب القائد الأعلى للجيش. ومن الناحية الدينية، كان يتولى إدارة الاحتفالات الدينية ويختار مواقع المعابد الجديدة. كما كان مسؤولاً عن الحفاظ على ماعت والعدالة.
خلال الأيام الأولى التي سبقت توحيد مصر العليا والسفلى، كان «الدشريت» أو التاج الأحمر يمثل مملكة مصر السفلى، بينما كان يرتدي «الهديجيت» التاج الأبيض ملوك صعيد مصر. بعد توحيد المملكتين، أصبح «بشت» الذي يعرف أيضًا بالتاج المزدوج وجمع بين التاجين الأحمر والأبيض هو التاج الرسمي للفرعون. مع مرور الوقت، دخلت أغطية رأس جديدة خلال سلالات مختلفة مثل النمس والخبرش في بعض الأحيان، وصُورت مجموعة من أغطية الرأس أو التاجين التي يتم ارتداؤها معًا.

## أصل اللفظ
اُشتق لقب فرعون من بر-عو أو بر-عا (تأخذ «بر» رمز بيت و«عا» رمز عمود) أي المنزل الكبير أو البيت العالي في إشارة إلى قصر الحاكم وتحول مع مرور الوقت إلى لقب تفخيم يُعادل صاحب السمو أو صاحب الجلالة، وابتداء من منتصف الأسرة الثامنة عشر أصبح لقباً لاسم الملك.
في وقت ما خلال عصر الدولة الحديثة، أصبحت كلمة فرعون هي شكل مخاطبة الشخص الذي كان ملكًا على مصر القديمة. أقرب مثال مؤكد حيث يتم استخدام بر عا (أي فرعون) على وجه التحديد كانت لمخاطبة أخناتون (حوالي 1353–1336 قبل الميلاد)
| O1 · O29 |

| O1 · O29 |

تُعطي معاجم وقواميس اللغة العربية تعريفاً محدداً للفظ فرعون كونه لقب لملوك مصر القديمة مع تأكيد أن أصل اللفظ ليس عربياً. يُثبت ذلك أنه من بين الكلمات الأعجمية المذكورة في القرآن الكريم.

## ذكره في القرآن

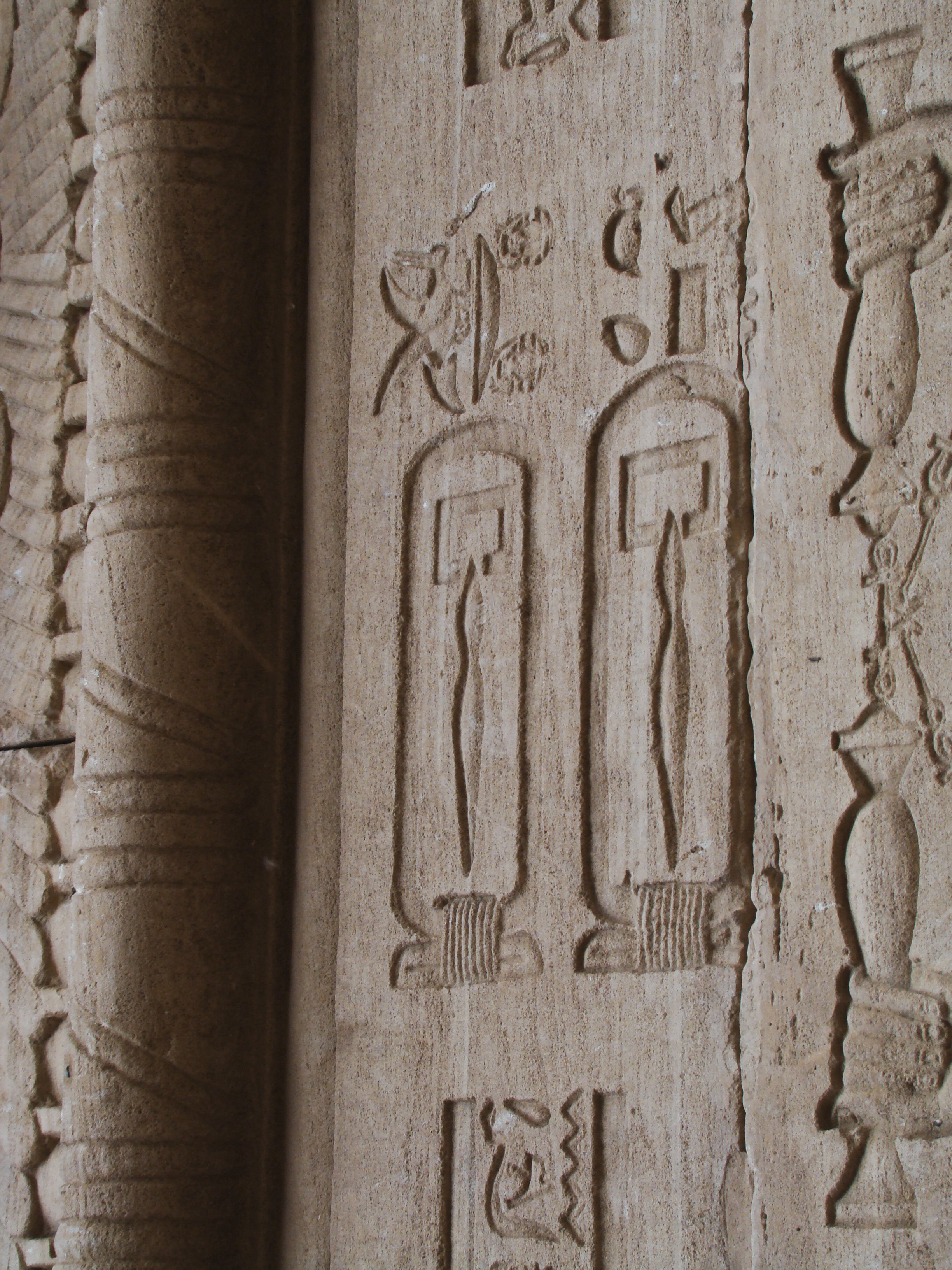
خرطوشين للقب برعا في معبد كلابشة

ورد ذكر «فرعون» في القرآن 74 مرة في 27 سورة.
- 9 مرات في سورتين: سورة الأعراف، سورة غافر.
- 8 مرات في سورة القصص.
- 6 مرات في سورتين: سورة يونس، سورة الشعراء.
- 5 مرات في سورة طه.
- 3 مرات في سورتين: سورة الأنفال، سورة هود.
- 2 (مرتين) في ست سور: الدخان، الإسراء، التحريم، المزمل، البقرة، الزخرف.
- 1 (مرة واحدة) في ثلاث عشرة سورة: البروج، القمر، المؤمنون، النمل، الذاريات، إبراهيم، آل عمران، الحاقة، النازعات، العنكبوت، الفجر، ص، ق.

## رموز الفراعنة

### الصولجانات والعصي

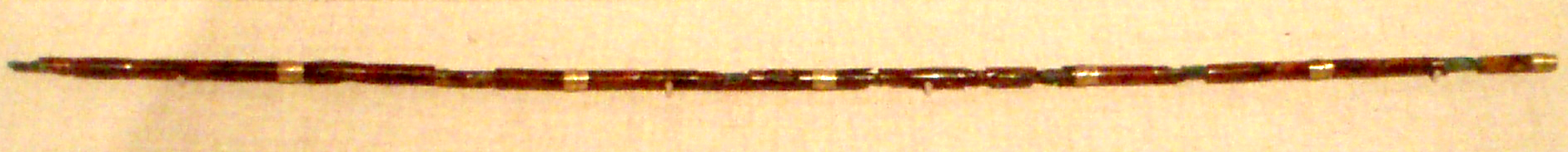
صولجان خع سخموي المطرز، 2890-2680 قبل الميلاد، متحف الفنون الجميلة، بوسطن.

كانت الصولجانات أو العُصي رمزًا عامًا للسلطة في مصر القديمة. تم اكتشاف أحد أقدم الصولجانات الملكية في مقبرة خع سخموي في أبيدوس. ويوجد عدة صور من عهد الأسرات المبكر (3100 - 2780 ق.م) يحملون عصا، ويظهر عج إب من الأسرة الأولى وهو يحمل عصا في لوحة حجرية التي تعود الى (حوالي. 2930 ق.م) من أقدم الأمثلة على هذه الصولجانات من في مصر هي من عهد ما قبل الأسرات. عُثِر على صولجان في مقبرة في أبيدوس يعود تاريخها إلى نقادة الثالثة.

### اللحية

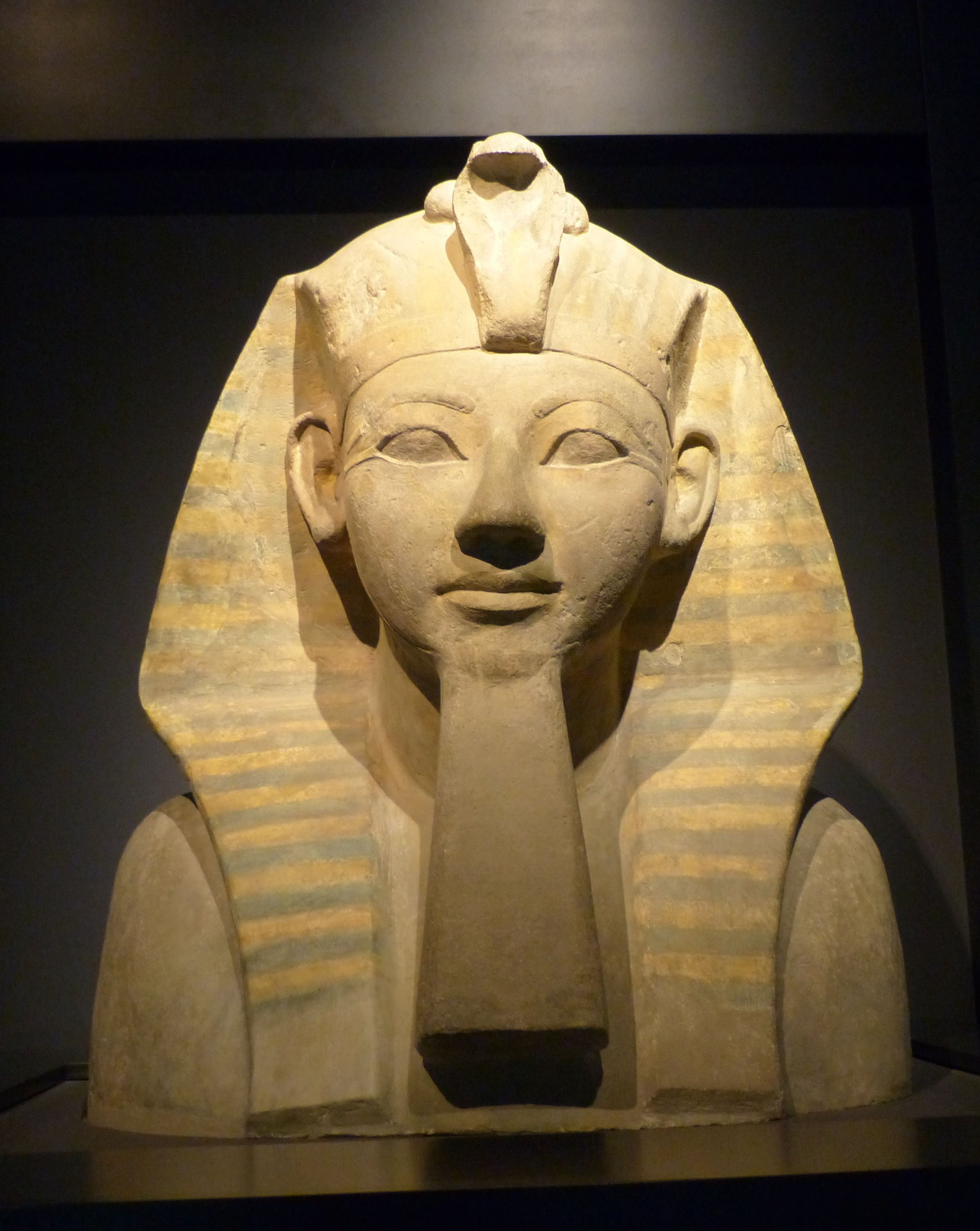
تمثال لحتشبسوت مرتدية اللحية المزيفة

كان وجه الفرعون يظهر عادةً خاليًا من الشعر وحليقًا. ومع ذلك، كانت اللحية المزيفة شارة ملكية تعود إلى فترة ما قبل الأسرات. وقد تقاسم الفراعنة هذه الصفة مع الآلهة الذكور، وساعدت في تمييزهم عن البشر العاديين. وكانت اللحية تأخذ شكل لحية صناعية طويلة مضفرة، مستقيمة أو منحنية عند طرفها، تلبس على الذقن وتثبت على الأذنين بخيط ذهبي طويل. ولم تتردد حتشبسوت، بصفتها فرعون، في ارتداء اللحية المزيفة.

### الصل الفرعوني
كان الصل الفرعوني عادةً يلبس فوق تيجان وأغطية رأس الفراعنة. أقدم دليل معروف على الصل يعود إلى عهد دن من الأسرة الأولى. من المفترض أن الكوبرا أو الصل يقوم بحماية الملك من خلال إطلاق النار على أعدائه.

## التيجان

### التاج الأحمر
يعود تاريخ التاج الأحمر الذي يعرف ايضًا بتاج الدشريت، إلى عصور ما قبل الأسرات ويرمز إلى الحاكم الرئيسي. عُثِر على تاج أحمر على كسرة فخارية من نقادة، وفي وقت لاحق، يظهر نعرمر مرتديًا لتاج الأحمر في لوحته.

### التاج الأبيض

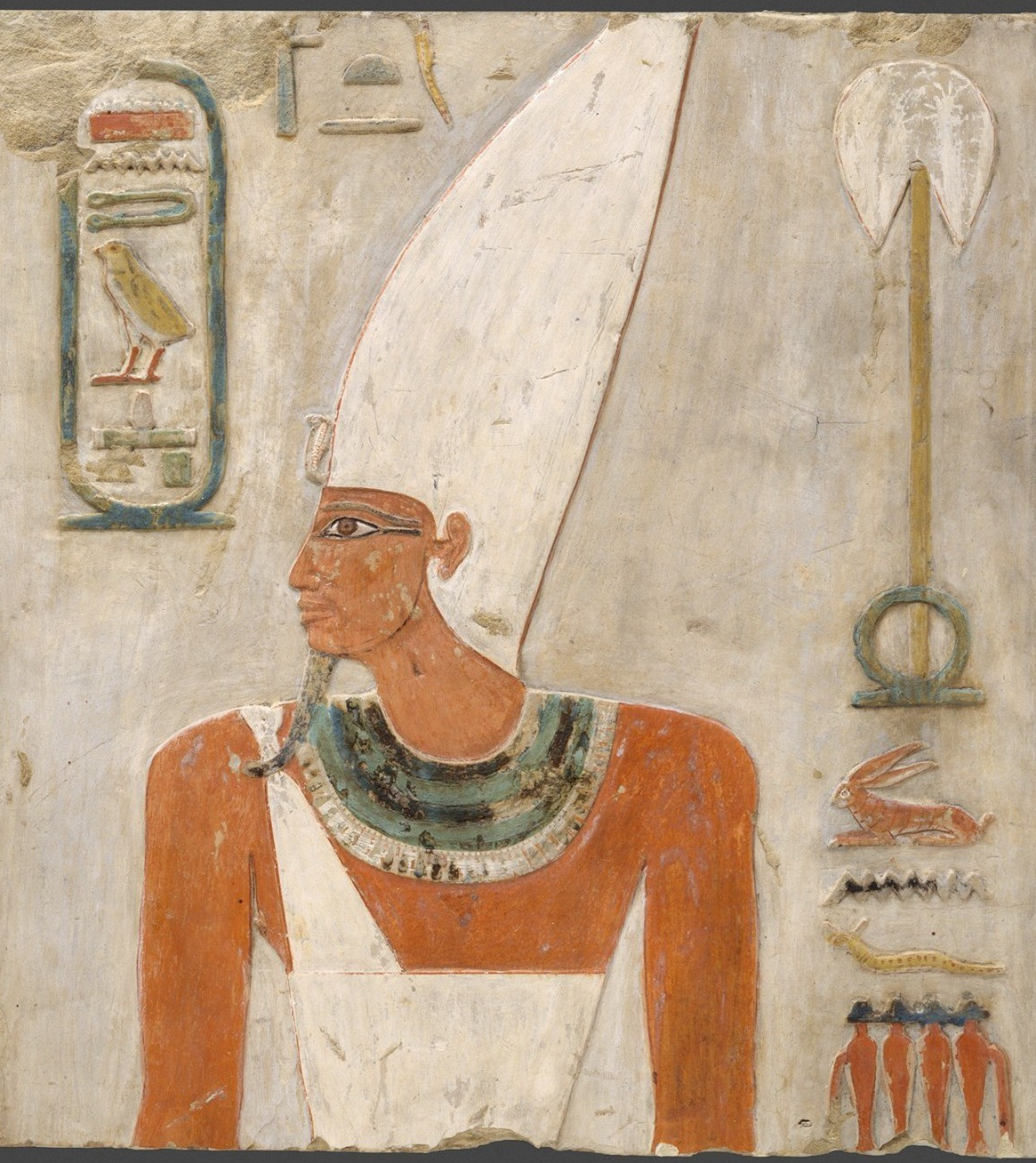
ملك منتوحتب الثاني وهو يرتدي التاج الأبيض

يعود تاريخ التاج الأبيض المعروف أيضا بحدجت الى مصر العليا، حيث يظهر الملك العقرب الثاني من عصر ما قبل الأسرات مرتديه.

### التاج المزدوج

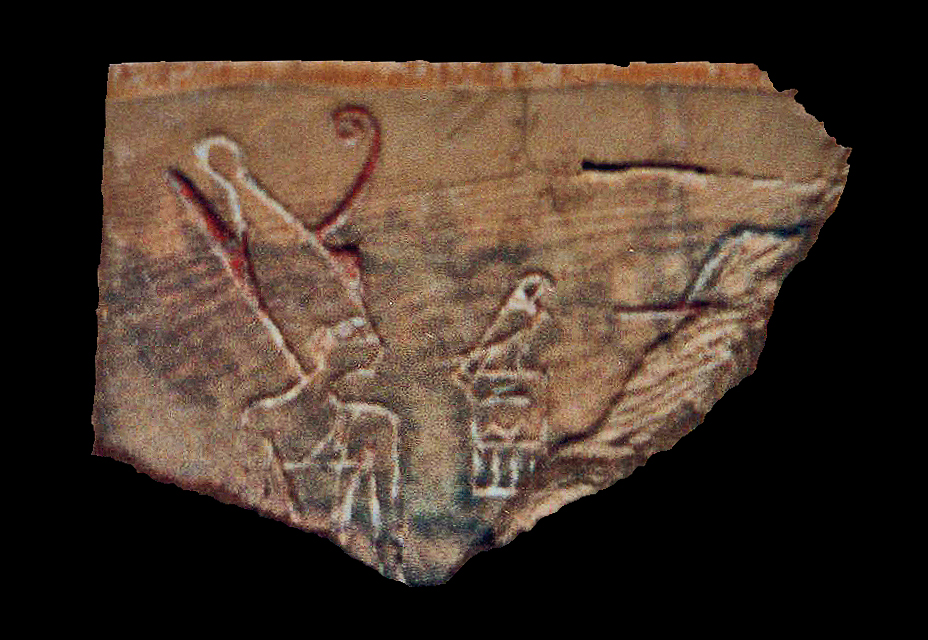
الملك دن وهو يرتدي التاج المزدوج (2970 ق.م)

التاج المزدوج هو مزيج من تيجان الأبيض والأحمر في تاج مزدوج يسمى تاج بشنت وهو يرمز لسيطرة الفرعون على مصر العليا ومصر السفلى تم توثيقه لأول مرة في منتصف الأسرة الأولى في مصر. قد يعود تاريخ أقدم تصوير له لعهد دن.

## الملاحظات
1. ↑  من المحتمل نطقها بار وار في عصر الدولة القديمة (حوالي 2500 قبل الميلاد) والدولة الوسطى (حوالي 1700 قبل الميلاد)، وبر عا أو بر عو في عصر الدولة المتأخرة (حوالي 800 قبل الميلاد)
2. ↑  عهد ما قبل الأسرات:هو الأسم الذي يطلق على الفترة (3500-3100 ق.م) قبل أن يوحد نعرمر شمال مصر وجنوب مصر